# RŽD-Baureihe ТУ10
Die Lokomotiven der Baureihe ТУ10 (deutsche Transkription TU10) der Russischen Eisenbahnen (RŽD) sind schmalspurige Diesellokomotiven für den Einsatz bei Pioniereisenbahnen.

## Situation bei den Eisenbahnen
Die Pioniereisenbahnen in Russland werden auch nach dem Ende der Sowjetunion von den Russischen Eisenbahnen zur Förderung des Interesses der Jugend an einer beruflichen Tätigkeit im Bereich der Eisenbahn betrieben. Diese Schmalspurbahnen werden aktuell meist mit Diesellokomotiven betrieben. Die Baureihe ТУ2 (TU2) aus den 1950er Jahren stellt dabei die Mehrzahl der Triebfahrzeuge. Es kommen aber auch Loks der Baureihen ТУ7 bzw. ТУ7А (TU7 bzw. TU7A) zum Einsatz, sowie vereinzelt noch Dampfloks der Baureihe ГР (GR). Da wegen des abnehmenden Bedarfs an Lokomotiven für Industrie- und Waldbahnen 1994 die Fertigung von Schmalspurlokomotiven eingestellt wurde, zeigte sich Anfang der 2000er Jahre ein Magel an geeigneten Triebfahrzeugen für bestehende und neue Pionierbahnen. Zur Erhaltung eines gepflegten und modernen Erscheinungsbilds wurden ab 2005 Loks der Baureihe TU2 aufgearbeitet und mit veränderten, ab 2008 auch mit komplett neuen Aufbauten versehen.

## Entwicklung der TU10
Ab 2008 begann die Maschinenfabrik Kambarka mit der Entwicklung einer modernen Diesellokomotive speziell für den Bedarf der Pionierbahnen. Auf Basis der früheren Modellen wurde eine Reihe von Neuerungen eingearbeitet:
- zwei gleichwertige Führerstände
- ergonomischer Bedienstand
- Klimatisierung
- Diesel JaMZ-6563.10 (russisch ЯМЗ-6563.10) mit 169 kW bei 1900 min−1 Abgasemisionen entsprechend Euro-3 Norm aus dem Jaroslawski Motorny Sawod
- Vier-Gang-Differenzialwandlergetriebe D864.5 von Voith
- rechnergestützte Steuerung für Überwachung und Diagnose
- KLUB-UP (russisch КЛУБ-УП) Zugsicherungssystem mit GPS
- Zugfunkgerät RVS-1-01 (russisch РВС-1-01)
- automatische Brandmelde- und -löschanlage

Der erste Prototyp wurde im Frühjahr 2010 vorgestellt und im August 2010 nach St. Petersburg geliefert. Die meisten Maschinen wurden in Variationen eines aktuellen RŽD Farbschemas mit den russischen Nationalfarben lackiert (Ausnahme TU10-002 für Nowomoskowsk). Bisher wurden 32 ТУ10 gebaut (Stand Juni 2018).

## Einsatz

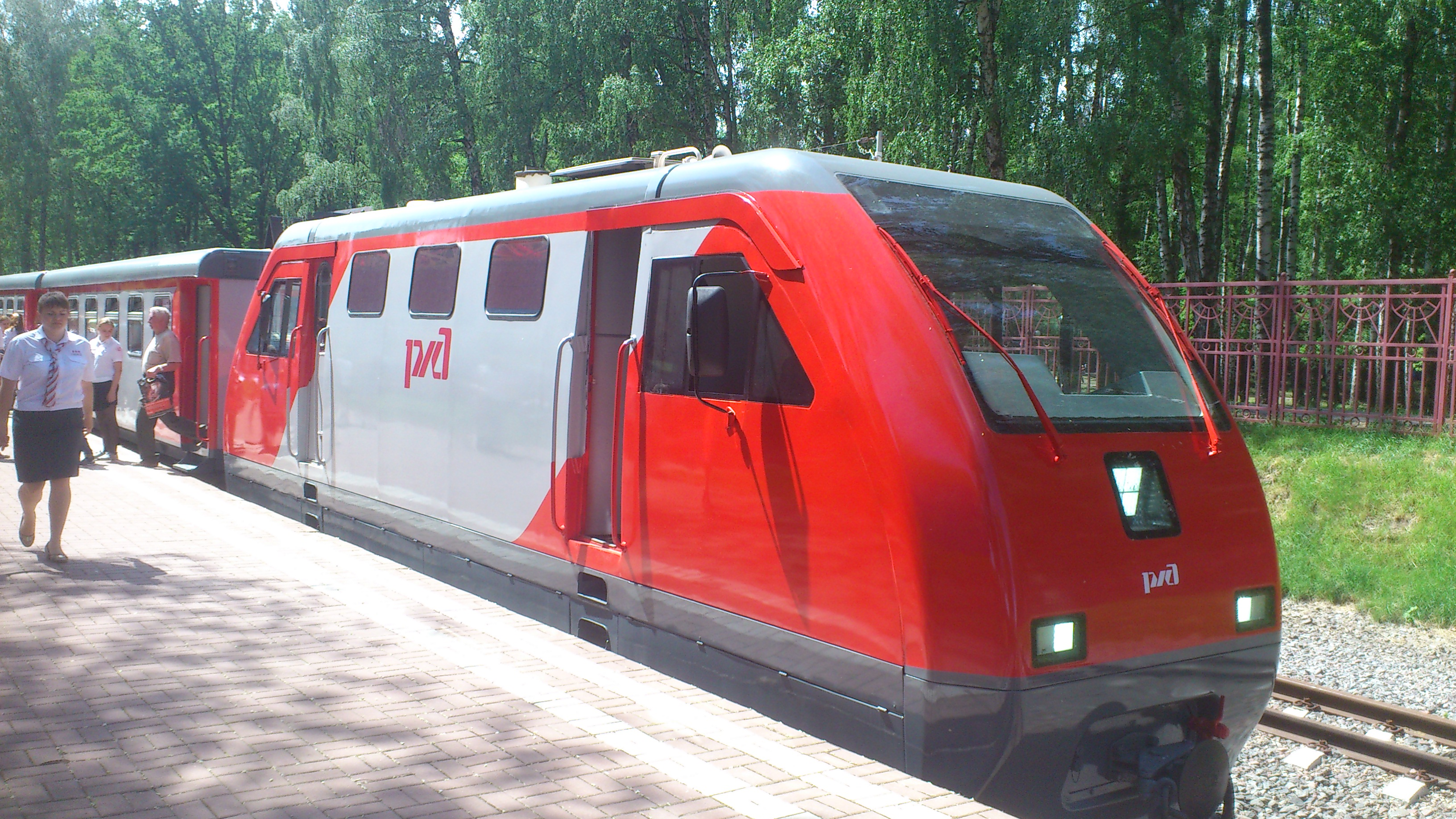
TU10-002 in Nowomoskowsk

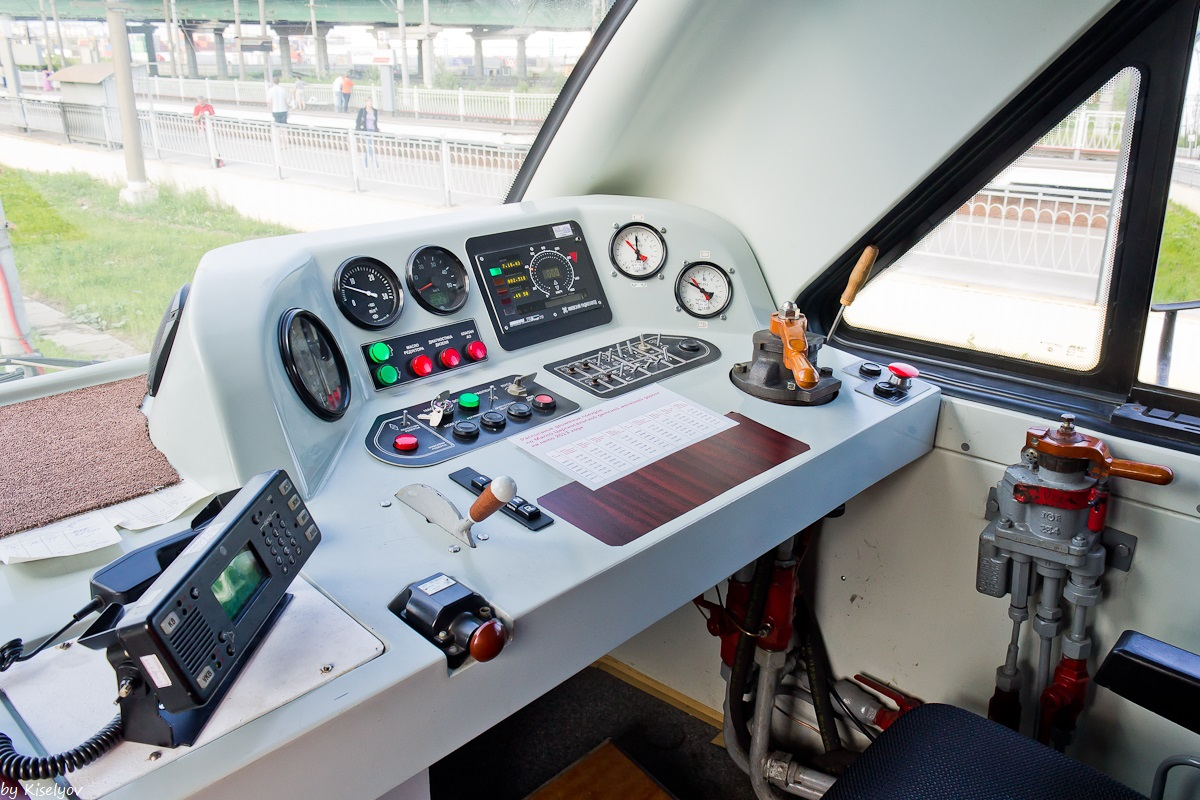
Führerstandsmitfahrt

Die TU10 kommen bisher bei folgenden Bahnen zum Einsatz:
| Lokomotive | Baujahr | Einsatzort                                                      |
| ---------- | ------- | --------------------------------------------------------------- |
| TU10-001   | 2010    | Kleine Oktoberbahn, Strecke Kupchino-Puschkin, Sankt Petersburg |
| TU10-002   | 2010    | Nowomoskowsk (Russland)                                         |
| TU10-003   | 2010    | Gorki-Kindereisenbahn, Nischni Nowgorod                         |
| TU10-004   | 2010    | Wolgograd                                                       |
| TU10-005   | 2010    | Kindereisenbahn Juschno-Sachalinsk                              |
| TU10-006   | 2011    | Kleine Westsibirische Eisenbahn, Nowosibirsk                    |
| TU10-007   | 2011    | Kurgan                                                          |
| TU10-008   | 2011    | Pensa                                                           |
| TU10-009   | 2011    | Wladikawkas                                                     |
| TU10-010   | 2011    | Ufa                                                             |
| TU10-011   | 2012    | Tjumen                                                          |
| TU10-012   | 2012    | Tschita                                                         |
| TU10-013   | 2012    | Kindereisenbahn Swerdlowsk                                      |
| TU10-014   | 2012    | Belogorsk                                                       |
| TU10-015   | 2012    | Tscheljabinsk                                                   |
| TU10-016   | 2012    | Ostsibirische Kindereisenbahn, Irkutsk                          |
| TU10-017   | 2012    | Fernost-Kindereisenbahn Chabarowsk                              |
| TU10-018   | 2012    | Nowomoskowsk                                                    |
| TU10-019   | 2013    | Rostow                                                          |
| TU10-020   | 2013    | Liski                                                           |
| TU10-021   | 2013    | Orenburger Kindereisenbahn                                      |
| TU10-022   | 2013    | Kasan                                                           |
| TU10-023   | 2014    | Kemerowo                                                        |
| TU10-024   | 2014    | Jaroslawl                                                       |
| TU10-025   | 2014    | Kleine Oktoberbahn, Strecke Kupchino-Puschkin, Sankt Petersburg |
| TU10-026   | 2014    | Rostow                                                          |
| TU10-027   | 2015    | Transbaikalbahn, Tschita                                        |
| TU10-028   | 2015    | Orenburger Kindereisenbahn                                      |
| TU10-029   | 2015    | Tjumen                                                          |
| TU10-030   | 2015    | Sankt Petersburg                                                |
| TU10-031   | 2016    | Wolgograd                                                       |
| TU10-032   | 2018    | Kindereisenbahn Kratowo                                         |
| TU10-033   |         | Kindereisenbahn Darchan                                         |
| TU10-034   | 2024    | Kindereisenbahn Semie                                           |